# Krnjevići
Krnjevići (en serbe cyrillique : Крњевићи) est un village de Bosnie-Herzégovine. Il est situé sur le territoire de la ville de Trebinje et dans la république serbe de Bosnie. Selon les premiers résultats du recensement bosnien de 2013, il ne compte plus aucun habitant.

## Géographie
Le village est entouré par les localités suivantes :
|                      | Đedići    |        |
| Arbanaška Krajkovići | Krnjevići | Kučići |
|                      | Cicina    |        |

## Démographie

### Évolution historique de la population dans la localité
| 1948 | 1953 | 1961 | 1971 | 1981 | 1991 | 2013 |
| ---- | ---- | ---- | ---- | ---- | ---- | ---- |
| -    | -    | 38   | 34   | 21   | 12   | 0    |

|  |

### Répartition de la population par nationalités (1991)
En 1991, les 12 habitants du village étaient tous serbes.